# Лепица
Лепѝца е село в Северна България. То се намира в Община Червен бряг, област Плевен.

## География
Село Лепица се намира на 8 км от гр. Червен бряг и на 133 км от София. Самото селце е разположено върху южен скат на границата на дунавската хълмиста равнина и предбалкана, обърнато на югоизток. Добре изложено на слънце и на благоприятни въздушни течения по поречието на близката река Марла. Лепица се отличава със здравословен климат.

## История
В началото на османското владичество, а вероятно и по време на Втората българска държава, селото е влизало в каза (област) Мроморнича (бълг. Мраморница). Първоначално селото се е намирало в местността Кленовит (на около 2 километра от сегашното му местоположение), известна в района в много богат извор на прочута студена кленовитска вода. Там са намирани останки от зидана чешма от най-стари времена, както и на керамика, насочваща към древно поселище – може би от римско време. През 1881 г. е имало население 613 души, а през 2004 г. населението по постоянен адрес наброява 533 души, от които мъже – 278 и жени – 254.
Не е установено кога е строено първото училище в Лепица, но през 1872 г. е имало такова с 20 момчета-ученици. Имало е и църква-плетарка
Сега основното училище „Св. св. Кирил и Методий“ е закрито.
Православният храм „Св. Богородица“ е построен през 1925 г. Реконструиран.
Читалището „Хр. Ботев“ е създадено през 1926 г. Сега се помещава в удобна и красива сграда, разположена непосредствено до сградата на кметството.
Селото е освободено от османска власт на 27 октомври 1877 г. Казаците на ген. Леонов построяват мост да преминат оръдията. Местността е наречена Казашки мост.
На този ден е сборът на селото.
Паметници и исторически места:
•3 надгробни могили
•праисторическо и антично селище в м. Кленовит
•паметник на загиналите от с. Лепица във войните т ХХ в.
•чешма, построена в м. Кленовит /1921 г./

## Забележителности
Селото е оградено от възвишения: Голият връх, Късият връх, Върхът с Дончовото и Цонковото бранище и каменистата Стражица с карстовата Меча дупка – обект на многобройни легенди.
Природни забележителности:
- Местността „Кленовит“
- Летен дъб край фурната в селто
- Поречието на река Марла (наричана Барата)
- Язовир „Еница“

Земеделската земя на селото е 10 988 дка.
Има потребителска кооперация „Стражица 95“.
Връх Lepitsa Peak на Антарктида е наименуван в чест на селото.

## Редовни събития
Възстановен е оброк на Спасовден, който се прави в местността „Кленовит“.
Втори оброк се прави на Св. Троица при църквата.
Съборът на селото се чества последната седмица на октомври.